# Znamionowe napięcie udarowe wytrzymywane
Znamionowe napięcie udarowe wytrzymywane - jest to wytrzymywane napięcie udarowe określone przez producenta danego urządzenia lub jego części, charakteryzujące wytrzymałość jego izolacji na przepięcia.
Urządzenia powinny być tak dobrane, aby ich znamionowe napięcie udarowe wytrzymywane nie było mniejsze niż wymagane napięcie udarowe wytrzymywane.
Wartość znormalizowanych wytrzymywanych napięć udarowych piorunowych (w kV) dobiera się według następującego typoszeregu: 20-40-60-75-95-125-145-170-250-325-450-550 kV, biorąc z niego najbliższe wartości równe lub większe niż obliczone.